# Bóng đá trong nhà tại Đại hội Thể thao Đông Nam Á
Bóng đá trong nhà đã là môn thể thao của Đại hội Thể thao Đông Nam Á từ năm 2007.

## Kết quả

### Nam

#### Đại hội Thể thao Đông Nam Á
| 2007 Chi tiết | Nakhon Ratchasima | · Thái Lan | 5 – 0 | · Malaysia  | · Indonesia | 11 – 1 | · Lào       |
| 2011 Chi tiết | Jakarta           | · Thái Lan | 8 – 3 | · Việt Nam  | · Indonesia | 3 – 2  | · Malaysia  |
| 2013 Chi tiết | Naypyidaw/Yangon  | · Thái Lan | 8 – 1 | · Việt Nam  | · Indonesia | 6 – 5  | · Myanmar   |
| 2017 Chi tiết | Malaysia          | · Thái Lan | RR    | · Malaysia  | · Việt Nam  | RR     | · Indonesia |
| 2021 Chi tiết | Việt Nam          | · Thái Lan | RR    | · Indonesia | · Việt Nam  | RR     | · Myanmar   |

### Nữ

#### Đại hội Thể thao Đông Nam Á
| Năm           | Chủ nhà           | Chung kết   | Chung kết | Chung kết  | Trận tranh hạng ba | Trận tranh hạng ba | Trận tranh hạng ba |
| Năm           | Chủ nhà           | Nhà vô địch | Tỷ số     | Á quân     | Vị trí thứ 3       | Tỷ số              | Vị trí thứ 4       |
| ------------- | ----------------- | ----------- | --------- | ---------- | ------------------ | ------------------ | ------------------ |
| 2007 Chi tiết | Nakhon Ratchasima | · Thái Lan  | 5 – 2     | · Việt Nam | · Philippines      | 3 – 1              | · Malaysia         |
| 2011 Chi tiết | Jakarta           | · Thái Lan  | 4 – 2     | · Việt Nam | · Myanmar          | Không đấu          | · Indonesia        |
| 2013 Chi tiết | Naypyidaw /Yangon | · Thái Lan  | 5 – 0     | · Việt Nam | · Malaysia         | Không đấu          | · Indonesia        |
| 2017 Chi tiết | Malaysia          | · Thái Lan  | RR        | · Việt Nam | · Indonesia        | RR                 | · Malaysia         |
| 2021 Chi tiết | Việt Nam          | · Thái Lan  | RR        | · Việt Nam | · Malaysia         | RR                 | · Myanmar          |

## Bảng tổng sắp huy chương

### Giải đấu nam
| Hạng               | Đoàn               | Vàng | Bạc | Đồng | Tổng số |
| ------------------ | ------------------ | ---- | --- | ---- | ------- |
| 1                  | Thái Lan           | 5    | 0   | 0    | 5       |
| 2                  | Việt Nam           | 0    | 2   | 2    | 4       |
| 3                  | Malaysia           | 0    | 2   | 0    | 2       |
| 4                  | Indonesia          | 0    | 1   | 3    | 4       |
| Tổng số (4 đơn vị) | Tổng số (4 đơn vị) | 5    | 5   | 5    | 15      |

### Giải đấu nữ
| Hạng               | Đoàn               | Vàng | Bạc | Đồng | Tổng số |
| ------------------ | ------------------ | ---- | --- | ---- | ------- |
| 1                  | Thái Lan           | 5    | 0   | 0    | 5       |
| 2                  | Việt Nam           | 0    | 5   | 0    | 5       |
| 3                  | Malaysia           | 0    | 0   | 2    | 2       |
| 4                  | Indonesia          | 0    | 0   | 1    | 1       |
| 4                  | Myanmar            | 0    | 0   | 1    | 1       |
| 4                  | Philippines        | 0    | 0   | 1    | 1       |
| Tổng số (6 đơn vị) | Tổng số (6 đơn vị) | 5    | 5   | 5    | 15      |

*các đội đồng hạng.